# Eduardo dos Reis Carvalho
Eduardo dos Reis Carvalho (pronunciació portuguesa: [eðwaɾðu kɐɾvaʎu]; Mirandela, el 19 de setembre de 1982), conegut simplement com a Eduardo, és un jugador professional de futbol portuguès que com a porter pel Chelsea FC i la Selecció de futbol de Portugal.
Va participar en 138 partits de la Lliga portuguesa de futbol Primeira Liga durant 11 temporades, gairebé sempre representant al Braga. També va jugar professionalment a Itàlia, Turquia, Croàcia, Anglaterra i Països Baixos.
Després de guanyar el primer dels seus 36 partits amb Portugal l'any 2009, Eduardo va formar part de les convocatòries en dos Mundials i dels Campionats d'Europa, començant en l'edició 2010 i guanyant la del 2016.